# Cadwalader Beach
Der Cadwalader Beach ist ein fast 1,5 km langer Strand an der Südseite der Beaufort-Insel im antarktischen Ross-Archipel. Der Strand ist von einer Kolonie Adeliepinguine bevölkert und bei eisfreien Bedingungen von der Wasserseite aus leicht erreichbar.
Teilnehmer der von 1958 bis 1959 dauernden Kampagne im Rahmen der New Zealand Geological Survey Antarctic Expedition benannten ihn nach Captain John Cadwalader (* 1922) von der United States Navy, der dieser Kampagne wie zuvor auch der Commonwealth Trans-Antarctic Expedition (1955–1958) beratend zur Seite stand.